# Mamers
Mamers is een gemeente in het Franse departement Sarthe (regio Pays de la Loire). De plaats is de onderprefectuur van het arrondissement Mamers. Mamers telde op 1 januari 2022 5.080 inwoners.

## Geschiedenis
Mamers is traditioneel de hoofdstad van Maine Saosnois. De stad was strategisch gelegen bij de grens tussen Maine en Normandië en kreeg een stadsmuur in de 12e eeuw. In 1428 werd de stad ingenomen door de Engelsen die de stadsmuur slechtten. De stad kende haar economische bloei tijdens de 16e eeuw. Er waren bloemmolens en leerlooierijen op de Dive. Het leerlooien bleef een belangrijke economische activiteit tot het begin van de 19e eeuw.
Na de Franse Revolutie werd de stad een onderprefectuur. Mamers was een centrum van de hennepnijverheid en kreeg economisch zware klappen toen deze industrietak in de loop van de 19e eeuw instortte. In 1871 werd het 115e Infanterieregiment ingekwartierd in Mamers. Op 7 juni 1904 vielen er 17 doden in de stad bij een overstroming van de Dive. Een hevige stortregen en ingestorte keermuur deden een vloedgolf van water en modder ontstaan.

## Geografie
De oppervlakte van Mamers bedroeg op 1 januari 2022 5,05 vierkante kilometer; de bevolkingsdichtheid was toen 1.005,9 inwoners per km². Door de gemeente stroomt de Dive, een zijrivier van de Orne Saosnoise.
De onderstaande kaart toont de ligging van Mamers met de belangrijkste infrastructuur en aangrenzende gemeenten.

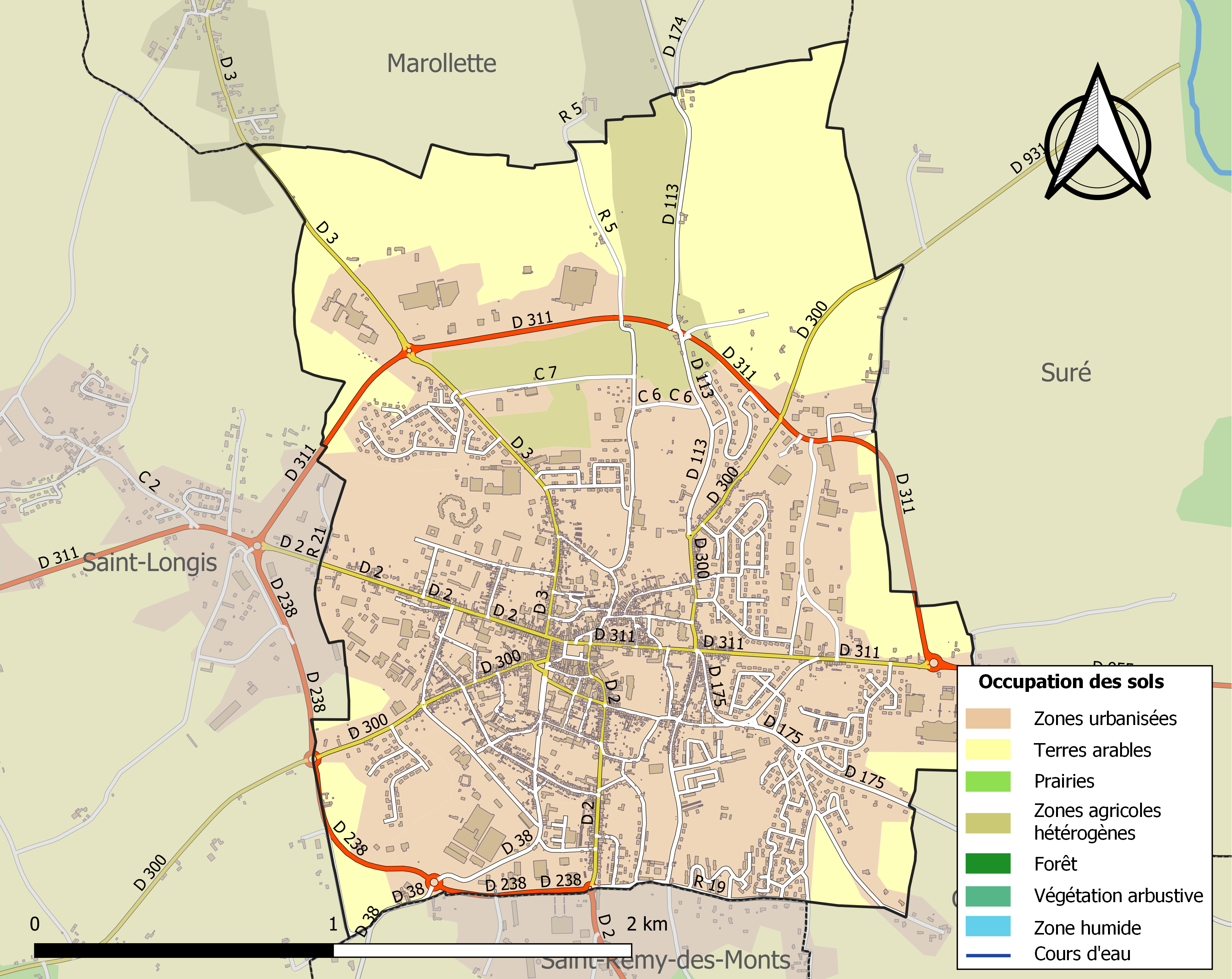

## Demografie
Onderstaande figuur toont het verloop van het inwonertal (bron: INSEE-tellingen).

## Bezienswaardigheden

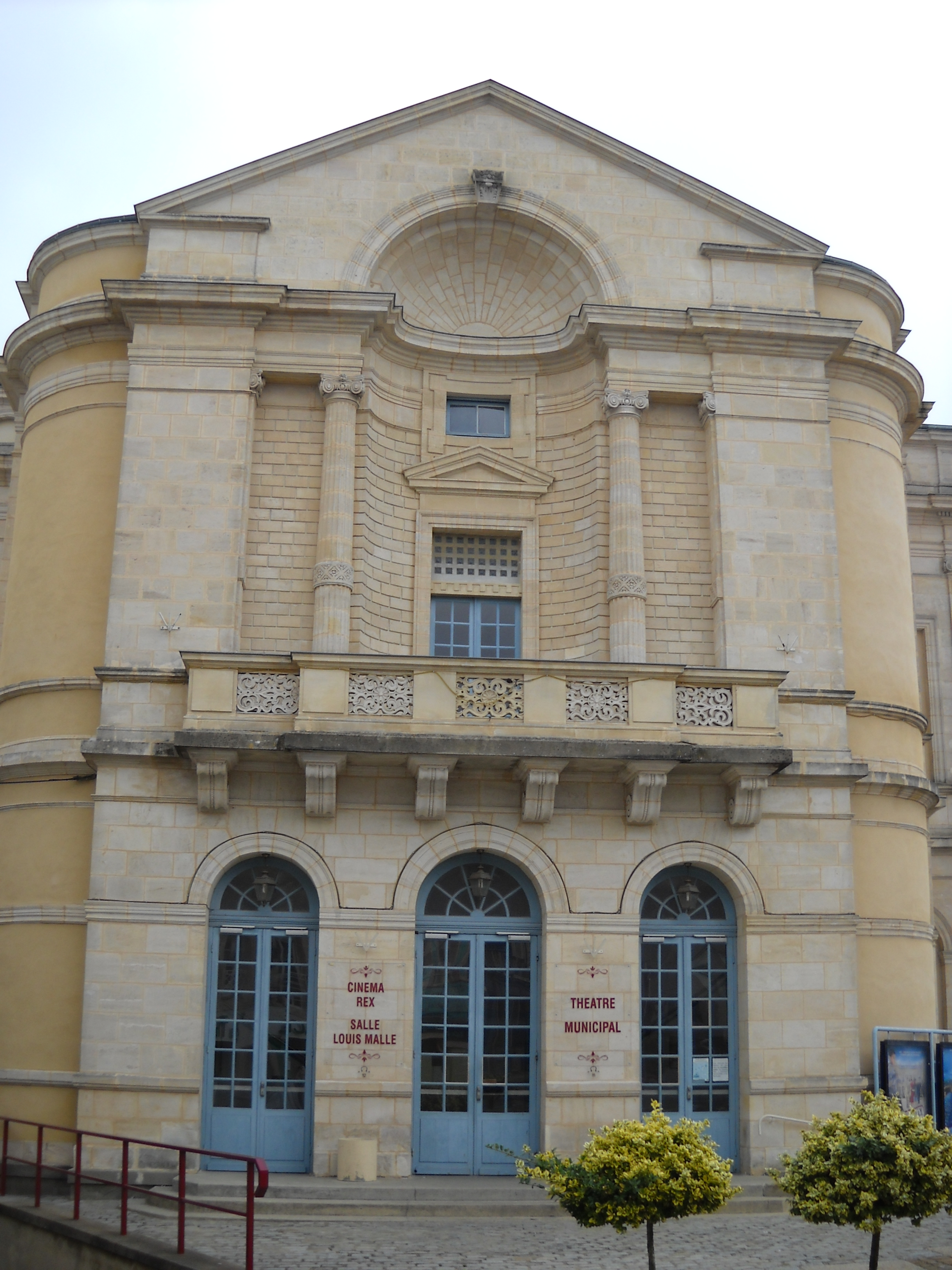
Theater

De gemeente telde in 2020 vier historische monumenten.
Bezienswaardigheden zijn:
- Halle aux grains (graanhal, 1818)
- Italiaans theater
- Kerk Notre-Dame
- Kerk Saint-Nicolas (14e eeuw)
- Voormalig Visitandinnenklooster